# Takarai Kikaku
Takarai Kikaku (japonès: 宝井其角)  (Edo, 11 d'agost de 1661 - Edo, 1 d'abril de 1707) també dit Enomoto Kikaku, va ser un poeta de haikai o haijin, actiu durant el període Edo.

## Biografia
Va néixer a Horie-cho, Edo, com el fill gran de Tojun Takeshita, un metge de palau del domini de Zeze a la província d'Omi. Al principi, va utilitzar el cognom de la seva mare Enokishita, però més tard el va canviar per Takarai. A més, el seu cognom de vegades s'escriu com Enomoto, però es creu que això és incorrecte.
Va ser acceptat a l'Escola del Bashō amb 15 anys, va ser un dels deixebles més propers al mestre, Matsuo Bashō, i amb Hattori Ransetsu i Mukai Kyorai, va encapçalar el grup dels deu deixebles més famosos de Bashō. Es va guanyar la seva reputació tant ell com l'Escola del Bashō, fent el llibre "Minashiguri", i més tard "Saruminosho". Les seves relacions amb el seu mestre eren tenses, de fet, no se'l menciona a cap obra de Matsuo Bashō.
A la mort de Matsuo Bashō va deixar un document de rellevància històrica explicant els últims dies del mestre. Va ser el fundador de la prestigiosa Escola de Haikai Edo-za.
Kikaku mor el 1707 a l'edat de 47 anys. Després de la seva mort, l'estil i la fundació de Kikaku van ser heretats per Kantoku Mizuma, i els deixebles de Kikaku i Kantoku van continuar Edo-za, l'associació de mestres de haikai d'Edo creada per en Takarai.
El 1963 (Showa 38), la tomba de Kikaku, que es trobava a Shiba Nihonenogi, Minato Ward, Tòquio, va ser traslladada a la ciutat d'Isehara, prefectura de Kanagawa a causa del trasllat del seu temple familiar, el temple Jogyoji. Des del 2015, el Concurs de Haiku Takarai Kikaku se celebra al mateix lloc.

## Estil poètic
Tenia un estil d'inspiració urbana, posava èmfasis en la novetat, l'humor i els recursos retòrics. Escrivia d'una manera molt dens i difícil d'entendre, a diferència del seu mestre, que estava en una etapa de simplicitat. També jugava amb jocs de paraules, al·lusions i juxtaposicions d'imatges que feien difícil l'entesa del haikai. A Matsuo Bashō no li agradava gaire la manera d'escriure del seu deixeble, cosa que generava moments tensos entre ells dos.

## Obres
- 『虚栗』
- 『続虚栗』
- 『いつを昔』
- 『花摘』
- 『誰が家』
- 『雑談集』
- 『枯尾花』
- 『句兄弟』
- 『末若葉』
- 『三上吟』
- 『焦尾琴』
- 『類柑子』